# اوزیباش
اوزیباش (انگلیسی: Uzybash) یک شهرک در شهرستان بلاگووارسکی باشقیرستان کشور روسیه است.